# Are You Alice?
Are You Alice? (アー・ユー・アリス?) è un manga josei del 2009, scritto da Ai Ninomiya e disegnato da Ikumi Katagiri.

## Trama
Un misterioso ragazzo, Alice, vaga nel Paese delle Meraviglie, dove la perfida Regina di Cuori ha indetto un particolare "gioco", secondo il quale il Bianconiglio deve essere ucciso. Alice non intende tuttavia eseguire tale ordine, e anzi ha intenzione di scoprire chi è realmente, dato che del proprio passato possiede pochissimi, se non praticamente inesistenti, ricordi.

## Manga

### Volumi
| 1  | 25 dicembre 2009 | ISBN 978-4-7580-5470-6 | 18 febbraio 2012  | ISBN 978-8-8671-2547-0 |
| 1  | Capitoli - 1. Down the Rabbit-Hole - 2. Drink Me - 3. 89th Dog Ear - 4. Grin Like a Cheshire-Cat - 5. No Pets Allowed |                        |                   |                        |
| 2  | 24 luglio 2010 | ISBN 978-4-7580-5523-9 | 21 aprile 2012    | ISBN 978-8-8973-4990-7 |
| 2  | Capitoli - 6. Scrape Bottom - 7. Advice from a Caterpillar - 8. Bad End - 9. Bubblegum Music - 10. Let's Cut the Crap - 11. Black Lady                                                                                    |                        |                   |                        |
| 3  | 25 gennaio 2011 | ISBN 978-4-7580-5563-5 | 11 agosto 2012    | ISBN 978-8-8671-2015-4 |
| 3  | Capitoli - 12. The Queen's Croquet-Ground - 13. Hands Up! Children - 14. Remnant - 15. Crumble Like Cookies - 16. Be Lost in Reverie - 17. Fraidy-Cat - Special. Are You Mania?                                           |                        |                   |                        |
| 4  | 25 luglio 2011 | ISBN 978-4-7580-5610-6 | 8 dicembre 2012   | ISBN 978-8-8671-2039-0 |
| 4  | Capitoli - 18. A Perfect World - 19. Be Barely Alive - 20. Escape - 21. I Hate to Admit It But - 22. The Pool of Tears - 23. Endless Loop - 24. Not Know When to Give Up - Special. Are You Mania? (Bug in Someone's Ear) |                        |                   |                        |
| 5  | 25 gennaio 2012 | ISBN 978-4-7580-5677-9 | 23 febbraio 2013  | ISBN 978-8-8671-2060-4 |
| 5  | Capitoli - 25. Let's Mad Tea Party - 26. Unbidden Guest - 27. Bestow the Name - 28. Across - 29. I Will Let You Decide |                        |                   |                        |
| 6  | 25 luglio 2012 | ISBN 978-4-7580-5724-0 | 25 gennaio 2014   | ISBN 978-8-8671-2199-1 |
| 6  | Capitoli - 30. XXX - 31. Time Will Tell - 32. Clock that Began to Move - 33. Who Shot the Gun? - 34. Puzzle Lock - 35. Trick - 36. Rabbit Foot                                                                            |                        |                   |                        |
| 7  | 25 gennaio 2013 | ISBN 978-4-7580-5780-6 | 7 giugno 2014     | ISBN 978-8-8671-2237-0 |
| 7  | Capitoli - 37. March Hare - 38. Cinderella - 39. The Knave of Hearts - 40. Playing Cards - 41. Imperfect Combustion - 42. Street Passions                                                                                 |                        |                   |                        |
| 8  | 25 luglio 2013 | ISBN 978-4-7580-5830-8 | 21 settembre 2019 | ISBN 978-8-8671-2800-6 |
| 8  | Capitoli - 43. Through the Looking Glass - 44. A Make-or-Break Moment - 45. Double Barrel - 46. Only the Mirror Knows - 47. Love - 48. Be Withheld - 49. Hope                                                             |                        |                   |                        |
| 9  | 25 gennaio 2014 | ISBN 978-4-7580-5873-5 | 7 dicembre 2019   | ISBN 978-8-8671-2827-3 |
| 9  | Capitoli - 50. My Name Is... - 51. Lewis Carroll - 52. Days - 53. It Was Sweet of You to Come - 54. Us-or-Them - 55. 422                                                                                                  |                        |                   |                        |
| 10 | 25 luglio 2014 | ISBN 978-4-7580-5933-6 | 16 maggio 2020    | ISBN 978-8-8671-2842-6 |
| 10 | Capitoli - 56. Sugar on Spoon - 57. Disappearing Ink - 58. How to Murder Alice - 59. Chesire Cat - 60. Steals Cream - Special. Are You Mack?                                                                              |                        |                   |                        |
| 11 | 24 gennaio 2015 | ISBN 978-4-7580-5984-8 | 22 gennaio 2021   | ISBN 978-8-8928-4025-6 |
| 11 | Capitoli - 61. Let Me Level with You - 62. White Rabbit - 63. Rabbit at Rest - 64. Ordinaries of Life - 65. Alternative - 66. Little Bill                                                                                 |                        |                   |                        |
| 12 | 25 luglio 2015 | ISBN 978-4-7580-3070-0 | 29 gennaio 2021   | ISBN 978-8-8928-4008-9 |
| 12 | Capitoli - 67. Give Someone the Air - 68. Unsung - 69. An Unwanted Memory - 70. All in the Golden Afternoon... - Last Chapter. Alice's Adventures in WonderLand                                                           |                        |                   |                        |